# کولوبیانو
کولوبیانو (به ایتالیایی: Collobiano) یک کومونه در ایتالیا است که در استان ورسلی واقع شده‌است.

## خصوصیات
کولوبیانو ۹٫۱ کیلومترمربع مساحت و ۱۲۶ نفر جمعیت دارد.